# Coutarea diervilloides
Coutarea diervilloides är en måreväxtart som beskrevs av Jules Émile Planchon och Jean Jules Linden. Coutarea diervilloides ingår i släktet Coutarea och familjen måreväxter.
Artens utbredningsområde är Colombia. Inga underarter finns listade i Catalogue of Life.